# شانه‌موش لسا
شانه‌موش لسا (نام علمی: Ctenomys lessai) نام یک گونه از سرده شانه‌موش است.